# La Ferrière-aux-Étangs
La Ferrière-aux-Étangs är en kommun i departementet Orne i regionen Normandie i nordvästra Frankrike. Kommunen ligger i kantonen Messei som tillhör arrondissementet Argentan. År 2022 hade La Ferrière-aux-Étangs 1 531 invånare.

## Befolkningsutveckling
Antalet invånare i kommunen La Ferrière-aux-Étangs
| Referens: INSEE |